# John Fetterman
John Fetterman, né le 15 août 1969 à West Reading (Pennsylvanie), est un homme politique américain. Membre du Parti démocrate, il est élu sénateur de Pennsylvanie au Congrès des États-Unis le 8 novembre 2022. Il prend ses fonctions le 3 janvier 2023 à l'ouverture du 118e congrès.
Il est maire de Braddock de 2005 à 2019 et lieutenant-gouverneur de Pennsylvanie de 2019 à 2023.

## Biographie
Né au sein d'une famille bourgeoise et conservatrice, John Fetterman est diplômé de l'université du Connecticut et de l'université Harvard. Il arrive en 2001 dans la ville déshéritée de Braddock, dans la banlieue de Pittsburgh, en tant que travailleur social. Au début des années 2000, il n’y reste plus qu’un dixième de la population de 1950, le commerce est presque inexistant et l’essentiel des habitations tombe dans la vétusté. Alors qu’il devait initialement rester un mois dans le cadre d’un programme d’aide aux enfants déscolarisés, il choisit de prolonger sa mission et de s'y établir.
Élu maire de la ville en 2005. Il lance à partir de l'héritage familial une fondation à but non lucratif, visant à racheter divers bâtiments à l’abandon pour les mettre au service des habitants. Il fonde également Braddock Youth Program, qui depuis 2006 accompagne les plus jeunes et salarie les adolescents de Braddock dès 14 ans pour réaliser des activités communautaires. La criminalité chute sous sa mandature.
Il est marié à Gisele Barretto, mère de ses trois enfants. Née au Brésil, elle a vécu une adolescence de migrante illégale.
Il est candidat à la nomination démocrate en Pennsylvanie pour le Sénat des États-Unis en 2016, mais se place troisième avec 19,5 % des voix.

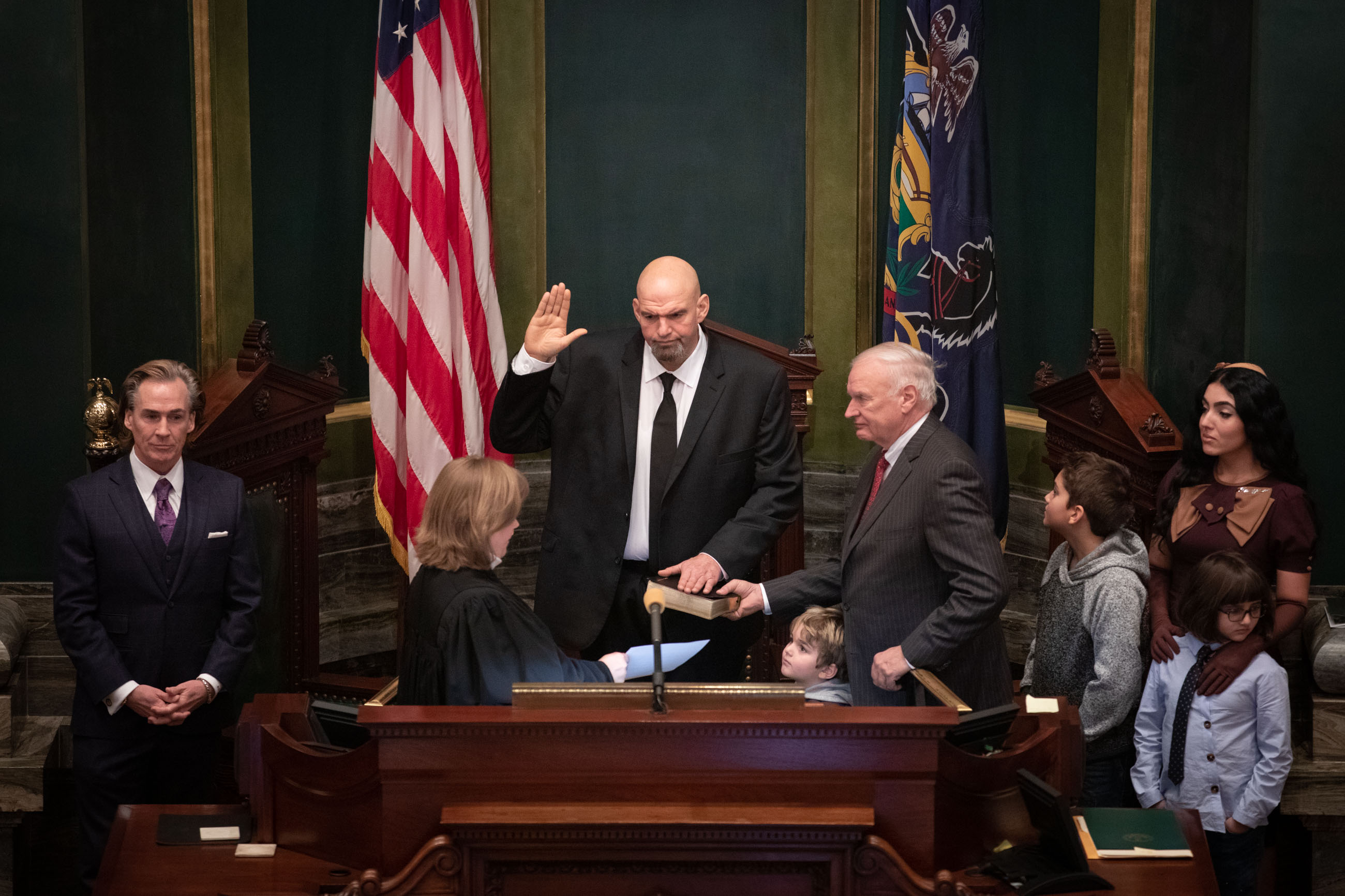
Prestation de serment de John Fetterman en tant que lieutenant-gouverneur au Capitole de l'État de Pennsylvanie le 15 janvier 2019.

En 2018, il est élu lieutenant-gouverneur de Pennsylvanie au côté du gouverneur Tom Wolf. Il refuse d'emménager dans la résidence officielle prévue pour la fonction, demandant son ouverture au public et son utilisation l'été pour des centres de vacances de jeunesse.
Le 13 mai 2022, il subit un AVC qui manque de le tuer et lui laisse des séquelles dans la locution et le traitement des informations auditives. Il est contraint de suspendre pendant plusieurs mois sa campagne politique. Quatre jours après son AVC, il sort néanmoins aisément vainqueur de la primaire démocrate pour le même siège au Sénat des États-Unis que six ans auparavant avec 58,6 % des voix face à Conor Lamb (26,3 %). Le sortant Pat Toomey ne se représentant pas à un troisième mandat, John Fetterman a affronté Mehmet Oz, candidat désigné par le Parti républicain, lors de l'élection de novembre,. Le siège de Pennsylvanie est considéré comme l'un des plus compétitifs, décisif pour le contrôle du sénat aux midterms de 2022. La campagne est ainsi très serrée, la santé de Fetterman étant l'une des principales thématiques mises en avant par le candidat républicain. John Fetterman s'est engagé à défendre l'augmentation du salaire minimum, la décriminalisation de la marijuana, le droit à l'avortement, un accueil digne des migrants, une couverture santé universelle, et à combattre la criminalité. John Fetterman remporte l'élection sénatoriale contre Mehmet Oz le 8 novembre 2022.
À partir de février 2023, Fetterman entre volontairement au Walter Reed National Military Medical Center où il est traité pour dépression. Il ne participe plus aux votes au Sénat, créant des difficultés pour les démocrates au Sénat qui ont alors 49 sénateurs (en raison de l'absence prolongée de la sénatrice Dianne Feinstein) contre 49 pour les républicains. Il revient au Sénat en avril,,.